# Rue de Mon-Désert
La rue de Mon-Désert est une voie de la commune de Nancy, dans le département de Meurthe-et-Moselle, en région Lorraine.

## Situation et accès
Voie à sens unique ouest-est, la rue de Mon-Désert dessert depuis l'ouest de la commune le centre-ville de Nancy, notamment les environs de la gare et le quartier Saint-Sébastien.

## Origine du nom
Elle porte le nom d'une maison de campagne appelée Mon-Désert qui a disparu lors du percement de la ligne de chemin de fer.

## Historique
Elle est ouverte en 1863, sur l'ancien « chemin de Sainte-Marie ».
Une portion de cette rue a porté jusqu'en 1868 le nom de « rue des Prisons ».
Outre l'orthographe officielle qui est « rue de Mon-Désert » elle fut écrite « rue Mon-Désert », « rue Mont-Désert », « rue du Mont-Désert », « rue de Mondésir », « rue de Montdésert », « rue de Mondésert »...

## Bâtiments remarquables et lieux de mémoire
- no 73 : Église Saint-Joseph.